# Magdalena Wróblewska
Magdalena Wróblewska (ur. 1980) – polska historyczka sztuki, muzealniczka i muzeolożka, zaangażowana w badania dotyczące dekolonizacji muzeów. Studiowała w Instytucie Historii Sztuki na Uniwersytecie Warszawskim, gdzie była pracowniczką naukowo-badawczą w latach 2005–2020. Od 2020 jest adiunktką na Wydziale Artes Liberales Uniwersytetu Warszawskiego. W latach 2015–2021 kierowała badaniami w Muzeum Warszawy, gdzie brała udział w tworzeniu nowej wystawy głównej „Rzeczy warszawskie”. W maju 2024 została powołana na stanowisko dyrektorki Państwowego Muzeum Etnograficznego w Warszawie.

## Życiorys
Absolwentka Instytutu Historii Sztuki Uniwersytetu Warszawskiego, w którym obroniła doktorat na temat fotograficznych reprodukcji dzieł sztuki (2013).
W latach 2012–2014 była stypendystką programu badawczego „Connecting Art Histories in the Museum. Africa, Asia, the Mediterranean and Europe” Kunsthistorisches Institut in Florenz – Max-Planck-Institut oraz Staatliche Museen zu Berlin. W 2015 roku otrzymała stypendium na pobyt badawczy z Henry Moore Institute w Leeds, w 2014 grant „The Stones of Venice” na badania w The Ruskin - Library, Museum & Research Centre, Lancaster University, była także stypendystką centrum badań nad fotografią, Lieven Gevaert Centre for Photography, na Katholieke Universiteit w Leuven (2010).
W swoich badań zajmowała się historią i teorią fotografii, przede wszystkim jako narzędzia dokumentacji i medium wiedzy. W latach 2012–2013 realizowała grant przyznany przez Narodowe Centrum Nauki, poświęcony badaniom reprodukcji dzieł sztuki.
W latach 2015–2021 kierowała badaniami w Muzeum Warszawy, jako kierowniczka Działu Badań i pełnomocniczka Dyrektora Muzeum ds. naukowo-badawczych. W tym czasie kierowała projektami związanymi z historią i współczesnością Warszawy, m.in. „Skąd się biorą warszawiacy? Migracje do Warszawy w XIII-XXI wieku / Where have the Varsovians come from? Migrations to Warsaw in 13th-21st centuries” – projekt finansowany przez Urząd Miasta Stołecznego Warszawa oraz przez Muzeum Warszawy z Funduszy Norweskich i Funduszy EOG w ramach projektu „OdNowa”. W związku z pracami nad wystawą główną „Rzeczy warszawskie” zajmowała się także badaniami w nurcie tzw. „zwrotu ku rzeczom” w kontekście muzealnym.
W latach 2015–2020 zasiadała w kapitule Nagrody Prezydenta m.st. Warszawy za najlepsze prace magisterskie i doktorskie na temat rozwoju społeczno-gospodarczego miasta.
Obecnie bada historie muzeów i teorię muzealnictwa, ze szczególnym uwzględnieniem kwestii związanych z dekolonizacją. W latach 2018–2021 pracowała w projekcie badawczym ECHOES (European Colonial Heritage Modalities in Entangled Cities), w grupie badającej procesy dekolonizacji muzeów.
Opublikowała kilkadziesiąt artykułów i kilka książek naukowych, zajmuje się również popularyzacją wiedzy o sztuce, między innymi publikując artykuły na portalu culture.pl (m.in. o sztuce nowoczesnej, współczesnej i fotografii).

## Publikacje książkowe
- Obrazy wiedzy i pamięci. Fotograficzne reprodukcje dzieł w archiwach i narracjach historii sztuki, Universitas, Kraków 2022, ISBN 978-83-242-3860-6
- Practicing Decoloniality in Museums. A Guide with Global Examples [współautorstwo: Csilla E. Ariese], Amsterdam University Press, Amsterdam 2021, ISBN 978-94-6372-696-2, DOI 10.5117/9789463726962
- Fotografie ruin. Ruiny fotografii. 1944-2014/ Photographs of ruins. Ruins of photographs. 1944- 2014, Muzeum Warszawy, Warszawa 2014, ISBN 978-83-62189-39-7
- Bronisław Schlabs. Krok w nowoczesność / Bronisław Schlabs. Step into Contemporaneity [współautorstwo: Dorota Łuczak, Maciej Szymanowicz], Fundacja 9/11 Art Space, Poznań 2012, ISBN 978-83-934071-2-5
- Schlabs poszukujący. Fotografia z lat 1952-1957/ Schlabs- the Seeking One. Photography from 1952-1957 [współautorstwo: Dorota Łuczak], Fundacja 9/11 Art Space, Poznań 2011, ISBN 978-83-934071-0-1
- Białostocki. Materiały Seminarium Metodologicznego Stowarzyszenia Historyków Sztuki, Nieborów 2008, red. Magdalena Wróblewska, Stowarzyszenie Historyków Sztuki, Warszawa 2009, ISBN 978-83-88341-50-2
- Interpretować fotografię. Materiały sesji naukowej Stowarzyszenia Historyków Sztuki i Instytutu Historii Sztuki UW, red. Magdalena Wróblewska, Zofia Jurkowlaniec, Oddział Warszawski Stowarzyszenia Historyków Sztuk i Instytut Historii Sztuki Uniwersytetu Warszawskiego, Warszawa 2009, ISBN 9788388341529

## Nagrody
- Nagroda „Sybilla” za kierowany przez Magdalenę Wróblewską projekt badawczy „Skąd się biorą warszawiacy? Migracje do Warszawy w XIV-XXI wieku” w 2016 roku (w kategorii projekty badawcze)[22][23].
- III Nagroda w konkursie „Muzeum Widzialne”, organizowanym przez Narodowy Instytut Muzealnictwa i Ochrony Zbiorów, za książkę autorstwa Magdaleny Wróblewskiej Fotografie ruin. Ruiny fotografii. 1944-2014 / Photographs of Ruins. Ruins of Photographs. 1944-2014 (projekt i skład: Magdalena Piwowar) w 2015 roku[24].
- Nagroda Stowarzyszenia Historyków Sztuki za doktorat – Obrazy pamięci i wiedzy. Fotograficzne reprodukcje dzieł w archiwach i narracjach historii sztuki w 2014 roku[25].